# Ослава (притока Пруту)
Осла́ва (Осла́вка) — річка в Україні, в межах Надвірнянського району Івано-Франківської області. Права притока Пруту (басейн Дунаю).

## Опис
Довжина 15 км, площа басейну 82,9 км². Похил річки 40 м/км. Річка типово гірська. Долина вузька, V-подібна, у верхів'ях заліснена. Річище слабозвивисте. 

## Розташування
Ослава бере початок на південь від села Білі Ослави (неподалік від села Лючки). Тече між північно-західними відногами Покутсько-Буковинських Карпат переважно на північ (частково — на північний захід). Впадає до Пруту між селами Заріччя і Добротів. 
Над річкою розташоване село Білі Ослави.

## Притоки
Чорна Ослава (права); потоки Водичний, Раковець (ліві).
- Ясиновець — ліва притока у Делятинській селищній громаді. Бере  початок на сході від гори Маляви у хвойному лісі. Тече переважно на північний схід і на південному заході від села Добротів впадає у річку Ославу.[1]